# 莫雷納縣

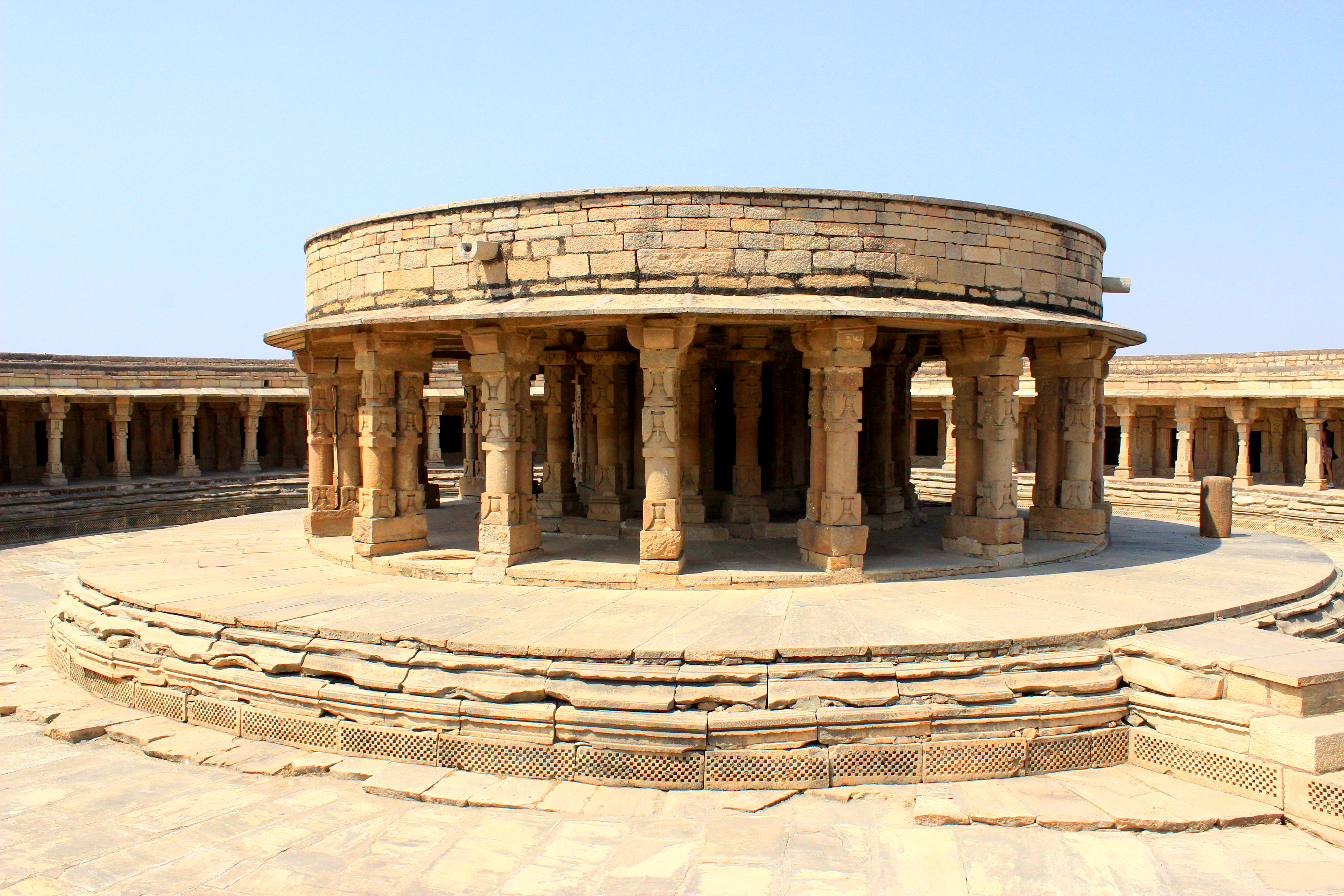
當地的Chausath Yogini 寺

莫雷納縣是印度的一個縣，位於該國中部，由中央邦負責管轄，面積4,998平方公里，識字率為72.07%，人口在2001至2011年期間增長23.38%，2011年人口1,965,137，人口密度每平方公里393人。

## 外部連結
- Morena District web site
- Morena Zila Panchayat